# Zálužice
Zálužice (deutsch Saluschitz) ist eine Gemeinde in Tschechien. Sie liegt vier Kilometer östlich von Žatec und gehört zum Okres Louny.

## Geographie
Zálužice befindet sich im Nordböhmischen Becken linksseitig der Eger in einer Flussschleife gegenüber der Mündung der Blšanka (Goldbach). Westlich verläuft die Bahnstrecke Praha–Chomutov, dort liegt auch die Bahnstation Trnovany. Im Süden führt die Straße II/225 von Žatec nach Louny vorbei. Rechtsseitig von Eger und Blšanka befinden sich zwei Bunkerlinien des Tschechoslowakischen Walls.
Nachbarorte sind Rybňany und Selibice im Norden, Dolejší Hůrky, Lišany und Hradiště im Nordosten, Stekník im Osten, Drahomyšl und Dubčany im Südosten, Liběšice und Dobříčany im Süden, Trnovany und Pereč im Südwesten, Žatec im Westen sowie Bezděkov im Nordwesten.

## Geschichte
Erstmals erwähnt wurde Zálužice im Jahre 1517, als die Stadt Saaz eine Hälfte des Dorfes von Wenzel Lobkowicz von Hassenstein kaufte. 1588 befand sich das ganze Dorf wieder im Besitzer der Herren von Lobkowicz auf Líčkov. Weitere Besitzer waren zwischen 1594 und 1625 die Hruška von Březno. 1787 erwarben die Fürsten Schwarzenberg die Güter und schlossen sie an ihre Herrschaft Postelberg an.
Nach der Aufhebung der Patrimonialherrschaften bildete Salluschitz /  Zalužice ab 1850 eine Gemeinde im Bezirk Saaz. Saluschitz ist ein traditioneller Hopfenbauort. Bei der Pariser Weltausstellung wurde der Saluschitzer Hopfen 1855 wegen seiner vorzüglichen Qualität mit einer Silbermedaille ausgezeichnet.
1930 hatte Saluschitz 119 Einwohner. Im Jahre 1934 entstand eine Eisenbetonbrücke über die Eger. Nach dem Münchner Abkommen wurde der Ort 1938 dem Deutschen Reich zugeschlagen und gehörte bis 1945 zum Landkreis Saaz. 1939 lebten in der Gemeinde 104 Menschen. Nach dem Ende des Zweiten Weltkrieges kam Zálužice zur Tschechoslowakei zurück und die deutsche Bevölkerung wurde vertrieben. Seit 1961 gehört Zálužice zum Okres Louny, zugleich wurden Rybňany und Stekník eingemeindet. Zwischen 1981 und 1992 war Zálužice ein Ortsteil von Žatec. Seit 1993 besteht die Gemeinde wieder.
Der Ortsteil Stekník wurde als dörfliches Denkmalzone geschützt.

## Gemeindegliederung
Die Gemeinde Zálužice besteht aus den Ortsteilen Rybňany (Ribnian), Stekník (Steknitz) und Zálužice (Saluschitz), die zugleich auch Katastralbezirke bilden.

## Sehenswürdigkeiten
- Rokokoschloss Stekník, der 1650 errichtete Bau erhielt seine heutige Gestalt im 18. Jahrhundert, vorgelagert ist dem Schloss ein terrassenförmig angelegter Schlossgarten
- Dorfanger in Stekník mit zahlreichen Giebelhöfen im Bauernbarock
- Schloss Rybňany, das 1804 von Jacob Devechi anstelle einer Feste aus dem Jahre 1533 errichtete Barockschloss wurde beim großen Ortsbrand von 1902 zerstört. Josephine Burgstaller, die die Ruine 1904 erbte, ließ das Bauwerk im Schweizerstil wiederaufbauen. Nach der Enteignung im Jahre 1945 kam das Schloss an ein Forschungsinstitut für Hopfenbau, das das Bauwerk verfallen ließ. Im Schlossgarten befindet sich ein neu errichteter mehrstöckiger Taubenschlag.
- Schloss Dobříčany, das 1620 für Christoph von Hrobschitz aus einer Feste errichtete Renaissanceschloss ging 1623 in den Besitz von Franz Clary de Riva über und wurde im 18. Jahrhundert barock umgestaltet. Es befand sich bis 1945 im Besitz der Familie von Zessner-Spitzenberg und ist heute in einem ruinösen Zustand.
- barocke Kapelle in Zálužice
- Statue des hl. Johannes von Nepomuk, geschaffen im 19. Jahrhundert
- Kapelle in Rybňany
- Bunkeranlagen des Tschechoslowakischen Walls